# Assemblea interregionale dei vescovi dell'Africa del Sud
L'Assemblea interregionale dei vescovi dell'Africa del Sud (Inter-Regional Meeting of Bishops of Southern Africa, IMBISA) è un organismo della chiesa cattolica che raggruppa i vescovi delle nazioni dell'Africa meridionale.

## Storia
L'IMBISA è stata istituita nel 1952 e ha sede ad Avondale Harare, in Zimbabwe.

## Membri dell'IMBISA
Fanno parte dell'IMBISA i vescovi delle seguenti conferenze episcopali:
- Conferenza episcopale di Angola e São Tomé (Conferencia Episcopal de Angola e São Tomé, CEAST);
- Conferenza dei vescovi cattolici del Lesotho (Lesotho Catholic Bishops' Conference);
- Conferenza episcopale del Mozambico (Conferência Episcopal de Moçambique, CEM);
- Conferenza dei vescovi cattolici namibiani (Namibian Catholic Bishops' Conference, NCBC);
- Conferenza dei vescovi cattolici dell'Africa Meridionale (The Southern African Catholic Bishops'Conference, SACBC);
- Conferenza dei vescovi cattolici dello Zimbabwe (Zimbabwe Catholic Bishops' Conference, ZCBC).

## Elenco dei presidenti
- Arcivescovo Denis Eugene Hurley, O.M.I. (1952 - 1961)
- Cardinale Owen McCann (1961 - 1974)
- Arcivescovo Joseph Patrick Fitzgerald, O.M.I. (1974 - 1981)
- Arcivescovo Denis Eugene Hurley, O.M.I. (1981 - 1987)
- Arcivescovo Jaime Pedro Gonçalves (1985 - 1992)
- Vescovo Reginald Joseph Orsmond (1987 - 1988)
- Arcivescovo Wilfrid Fox Napier, O.F.M. (1988 - 1994)
- Arcivescovo Patrick Fani Chakaipa (1992 - 1995)
- Vescovo Francisco João Silota, M. Afr. (1995 - 2001)
- Vescovo Louis Ncamiso Ndlovu, O.S.M. (2001 - 2003)
- Cardinale Wilfrid Fox Napier, O.F.M. (2003 - 2006)
- Arcivescovo Buti Joseph Tlhagale, O.M.I. (2004 - 2007)
- Arcivescovo Gabriel Mbilingi, C.S.Sp. (2007 - agosto 2012)
- Arcivescovo Stephen Brislin (agosto 2012 - novembre 2016)
- Vescovo Lucio Andrice Muandula (novembre 2016 - 29 settembre 2022)
- Arcivescovo Liborius Ndumbukuti Nashenda, O.M.I., dal 29 settembre 2022

## Elenco dei vicepresidenti
- Arcivescovo Liborius Ndumbukuti Nashenda, O.M.I. (novembre 2016 - 29 settembre 2022)
- Arcivescovo José Manuel Imbamba, dal 29 settembre 2022

## Elenco dei segretari generali
- Arcivescovo Robert Christopher Ndlovu (novembre 2016 - 29 settembre 2022)
- Vescovo Rudolf Nyandoro, dal 29 settembre 2022